# Nürnberger Hausbücher

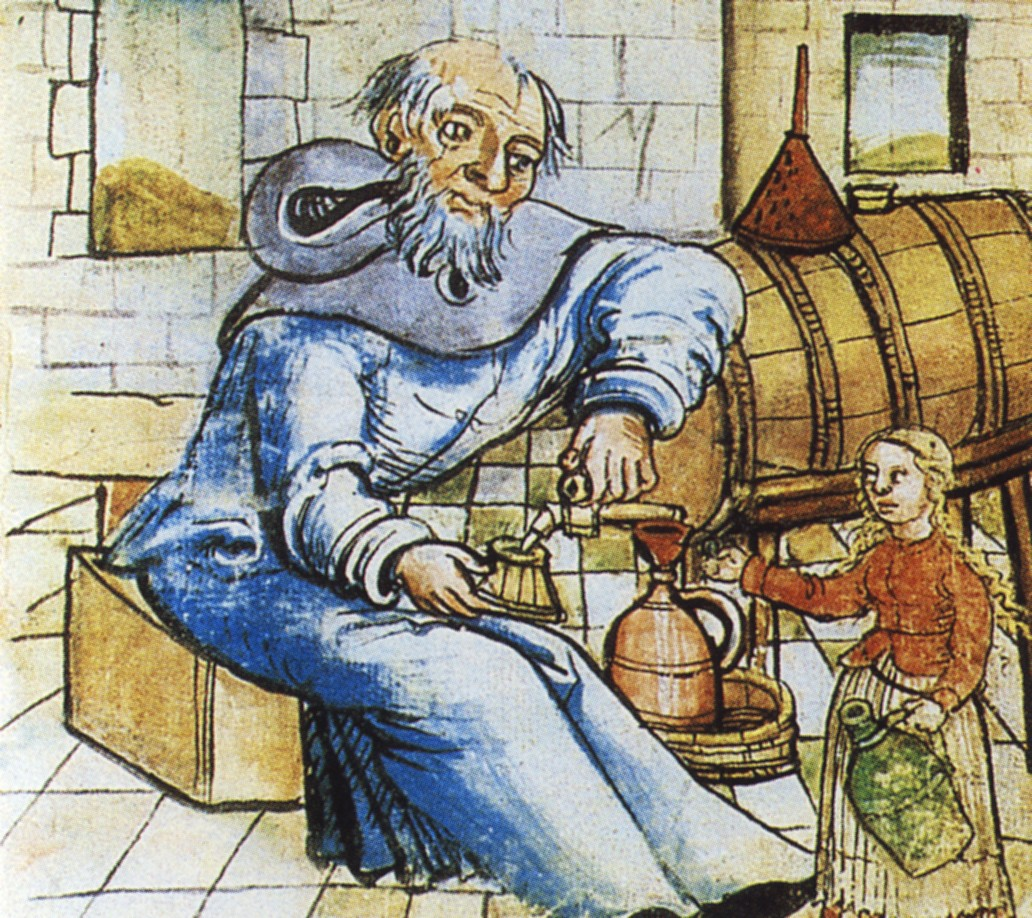
Ein Weinhändler im Hausbuch der Mendelschen Zwölfbrüderstiftung, Band 1 (1544)

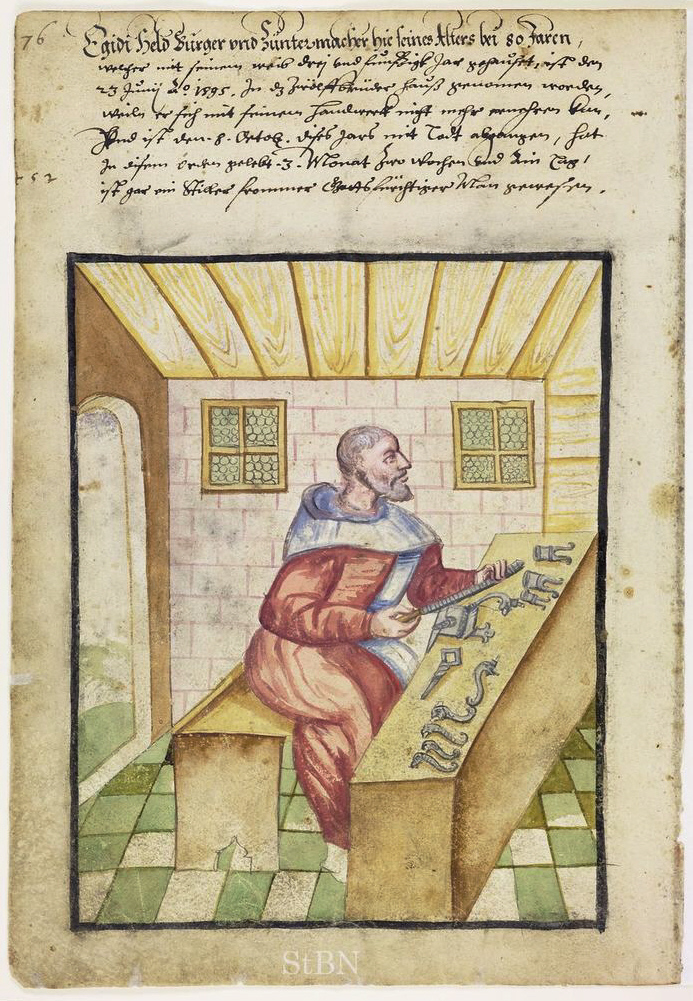
Der Schlosser Egidi Held mit Feile, Schraubstock, Schraubenschlüssel und Werkstücken, Hausbuch der Mendelschen Zwölfbrüderstiftung, Band 2 (1595)

Die Nürnberger Hausbücher, auch Zwölfbrüderbücher genannt (ausführlich: Hausbücher der Nürnberger Zwölfbrüderstiftungen), sind eine Sammlung von Porträts von Einwohnern zweier Nürnberger Armenhäuser, der sogenannten Zwölfbrüderhäuser. Die insgesamt fünf Bände der Hausbücher werden in der Stadtbibliothek Nürnberg aufbewahrt.

## Hintergrund und Inhalt
Das Mendelsche Zwölfbrüderhaus wurde Ende des 14. Jahrhunderts gestiftet, das Landauersche Zwölfbrüderhaus Anfang des 16. Jahrhunderts. Die Stiftungen wurden Anfang des 19. Jahrhunderts aufgehoben, die Bauten der beiden Armenhäuser existieren nicht mehr.
Drei der fünf Bücher stammen aus dem Mendelschen Zwölfbrüderhaus, zwei aus dem Landauerschen Zwölfbrüderhaus. Die Einwohner der Häuser wurden jeweils mit ihren typischen Arbeitsgeräten individuell porträtiert und mit einer kurzen Beschreibung (Vorname des Bruders und Berufsbezeichnung) versehen. Auch Herstellungsverfahren und Handwerkserzeugnisse sind teilweise dargestellt. Neben den (männlichen) Handwerkern, die in den Häusern ihren Lebensabend verbrachten, wurden auch die Köchinnen und Hauswirtschafterinnen porträtiert, die die Hausbewohner versorgten.
Über den von den Erstellern beabsichtigten Zweck dieser Bücher gibt es verschiedene Ansichten. Möglicherweise wurden sie als Gedenkschriften für die verstorbenen Bewohner verfasst, um die religiöse Verpflichtung zum Totengedenken zu erfüllen. Es wird jedoch auch diskutiert, dass sie aus Abrechnungsdaten hervorgegangen sind oder dass sie zum Nachweis des Stiftungszweckes dienten. Eventuell könnte es sich auch um eine Selbstdarstellung nach außen, insbesondere der Pfleger und ihrer Tätigkeit handeln.
Die Nürnberger Hausbücher gelten als die umfangreichste und wertvollste serielle Bildquelle zum historischen Handwerk in Europa. Der Kritiker Oliver Jungen schreibt, dass die Nürnberger Hausbücher „zu den bedeutendsten Quellen zum Handwerk in der Vormoderne gehören“.

## Präsentation im Internet
Die Darstellungen aus den Zwölfbrüderbüchern waren in der fach- und populärwissenschaftlichen Literatur seit langem bekannt, die Bücher wurden jedoch bis vor kurzem nie vollständig veröffentlicht. Zwischen Oktober 2007 und Februar 2009 wurden sie mit Unterstützung der Deutschen Forschungsgemeinschaft und des Germanischen Nationalmuseums digitalisiert, transkribiert und kommentiert im Internet veröffentlicht. Im Internet sind alle 1460 Abbildungen erschlossen, unter anderem nach Berufen, Berufsgruppen, dargestellten Arbeitsgeräten und Krankheiten der Bewohner.